# Phoneutria eickstedtae
Phoneutria eickstedtae là một loài nhện trong họ Ctenidae.
Loài này thuộc chi Phoneutria. Phoneutria eickstedtae được miêu tả năm 2007 bởi Martins & Bertani.